# Golfo Akademii
Il golfo Akademii o golfo dell'Accademia (in russo Залив Академии, zaliv Akademii?) è un'insenatura situata sulla costa  occidentale del mare di Ochotsk, in Russia. Si trova nel Tuguro-Čumikanskij rajon, nel Territorio di Chabarovsk (Circondario federale dell'Estremo Oriente).

## Geografia
Il golfo è lungo circa 110 km e largo 61 km, la profondità massima del mare è di 45 m. Il golfo Akademii si divide in tre insenature minori: i golfi di Konstantin (ad ovest) e Ul'banskij (a sud), e la stretta baia di Nikolaj ad est (in russo: Константина, Ульбанский, Николая). La penisola di Tugur lo separa ad ovest dal golfo del Tugur. A nord dell'insenatura si trovano le isole Šantar.
Il golfo è stato così chiamato in onore dell'Accademia imperiale delle scienze di San Pietroburgo dal viaggiatore e geografo russo Alexander von Middendorf durante la sua spedizione in questa regione nel 1844-1845.